# لي ماديسون
لي ماديسون (بالإنجليزية: Lee Maddison)‏ (5 أكتوبر 1972 ببرستل في المملكة المتحدة - ) هو لاعب كرة قدم بريطاني في مركز الدفاع. لعب مع أكسفورد يونايتد ونادي بريستول روفيرز ونادي دندي ونادي كارلايل يونايتد ونادي نورثامبتون تاون ونادي باث سيتي وGretna F.C. ‏.

## وصلات خارجية
- لي ماديسون على موقع قاعدة بيانات كرة القدم.إي يو (الإنجليزية)
- لي ماديسون على موقع Soccerbase.com (لاعب) (الإنجليزية)